# Fiat 500C
Fiat 500C este versiunea decapotabilă a lui 500, care a debutat la Salonul Auto de la Geneva în martie 2009. Numit 500C (C pentru Cabrio), amintește de originalul 500 decapotabil din 1957.